# Einwohnerentwicklung von Ulm
Dieser Artikel gibt die Einwohnerentwicklung der Stadt Ulm wieder.

## Einwohnerentwicklung

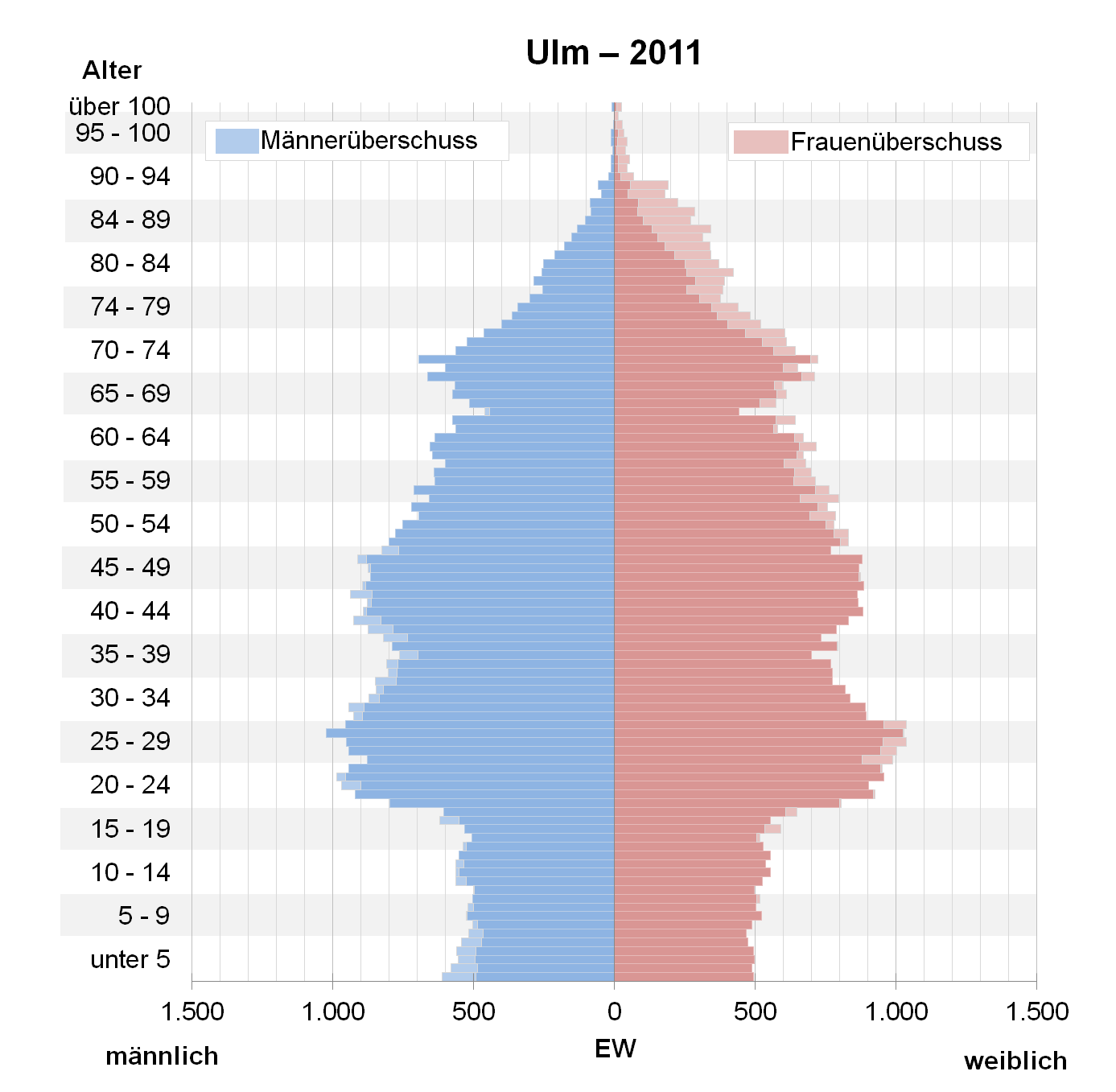
Bevölkerungspyramide für Ulm (Datenquelle: Zensus 2011.)

Zwischen 1890 (36.000 Einwohner) und 1939 (75.000 Einwohner) verdoppelte sich die Bevölkerung der Stadt Ulm. Durch die Auswirkungen des Zweiten Weltkrieges verlor Ulm bis 1945 rund 30 Prozent (20.000) seiner Bewohner. 1951 hatte die Bevölkerungszahl wieder den Vorkriegsstand erreicht. 1980 überschritt die Einwohnerzahl der Stadt die Grenze von 100.000, wodurch sie zur Großstadt wurde.
Mit Stand vom 31. Dezember 2004 haben 19.570 Einwohner (16,3 Prozent) einen ausländischen Pass (über 100 Nationen). 14,4 Prozent der Einwohner sind unter 15 Jahre alt, 17,5 Prozent sind 65 Jahre alt oder älter. Damit hat Ulm ähnlich anderen deutschen Städten eine relativ niedrige Geburtenrate, die Einwohnerzahl steigt aber durch Zuwanderung noch um jährlich 0,5 Prozent.
Am 31. Dezember 2006 betrug die „Amtliche Einwohnerzahl“ für Ulm nach Fortschreibung des Statistischen Landesamtes Baden-Württemberg 120.925 (nur Hauptwohnsitze und nach Abgleich mit den anderen Landesämtern).
Die folgende Übersicht zeigt die Einwohnerzahlen nach dem jeweiligen Gebietsstand. Bis 1833 handelt es sich meist um Schätzungen, danach um Volkszählungsergebnisse (¹) oder amtliche Fortschreibungen des Statistischen Landesamtes. Die Angaben beziehen sich ab 1871 auf die „Ortsanwesende Bevölkerung“, ab 1925 auf die Wohnbevölkerung und seit 1987 auf die „Bevölkerung am Ort der Hauptwohnung“. Vor 1871 wurde die Einwohnerzahl nach uneinheitlichen Erhebungsverfahren ermittelt.
| Datum              | Einwohner |
| ------------------ | --------- |
| 1300               | 4.000     |
| 1400               | 9.000     |
| 1550               | 19.000    |
| 1750               | 15.000    |
| 1818               | 13.000    |
| 1. Dezember 1834 ¹ | 15.173    |
| 1. Dezember 1840 ¹ | 16.149    |
| 3. Dezember 1852 ¹ | 21.414    |
| 3. Dezember 1858 ¹ | 21.853    |
| 3. Dezember 1861 ¹ | 22.736    |
| 3. Dezember 1864 ¹ | 23.100    |
| 3. Dezember 1867 ¹ | 24.700    |
| 1. Dezember 1871 ¹ | 26.290    |
| 1. Dezember 1875 ¹ | 30.200    |
| 1. Dezember 1880 ¹ | 32.800    |
| 1. Dezember 1885 ¹ | 33.610    |
| 1. Dezember 1890 ¹ | 36.191    |
| 2. Dezember 1895 ¹ | 39.304    |
| 1. Dezember 1900 ¹ | 42.982    |
| 1. Dezember 1905 ¹ | 51.820    |

| Datum                | Einwohner |
| -------------------- | --------- |
| 1. Dezember 1910 ¹   | 56.109    |
| 1. Dezember 1916 ¹   | 47.144    |
| 5. Dezember 1917 ¹   | 47.288    |
| 8. Oktober 1919 ¹    | 56.020    |
| 16. Juni 1925 ¹      | 57.278    |
| 16. Juni 1933 ¹      | 62.472    |
| 17. Mai 1939 ¹       | 75.503    |
| 31. Dezember 1945    | 55.105    |
| 29. Oktober 1946 ¹   | 58.087    |
| 13. September 1950 ¹ | 71.132    |
| 25. September 1956 ¹ | 90.530    |
| 6. Juni 1961 ¹       | 92.705    |
| 31. Dezember 1965    | 92.533    |
| 27. Mai 1970 ¹       | 92.943    |
| 31. Dezember 1975    | 98.237    |
| 31. Dezember 1980    | 100.671   |
| 31. Dezember 1985    | 99.936    |
| 25. Mai 1987 ¹       | 103.494   |
| 31. Dezember 1990    | 110.529   |
| 31. Dezember 1995    | 115.721   |

| Datum               | Einwohner |
| ------------------- | --------- |
| 31. Dezember 2000   | 117.233   |
| 31. Dezember 2005   | 120.625   |
| 31. Dezember 2006   | 120.925   |
| 31. Dezember 2007   | 121.434   |
| 31. Dezember 2008   | 121.648   |
| 31. Dezember 2009   | 122.087   |
| 31. Dezember 2010   | 122.801   |
| 31. Dezember 2011 ¹ | 117.541   |
| 31. Dezember 2012   | 117.977   |
| 31. Dezember 2013   | 119.218   |
| 31. Dezember 2014   | 120.714   |
| 31. Dezember 2015   | 122.636   |
| 31. Dezember 2016   | 123.953   |
| 31. Dezember 2017   | 125.596   |
| 31. Dezember 2018   | 125.805   |
| 31. Dezember 2019   | 126.790   |
| 31. Dezember 2020   | 126.405   |
| 31. Dezember 2021   | 126.949   |
| 31. Dezember 2022   | 128.928   |
| 31. Dezember 2023   | 129.942   |

¹ Volkszählungsergebnis